# سلول قهرمان

## سلول قهرمان(انگلیسی:Osmosis Jones) فیلمی درژانرزوج هنریبه کارگردانیپیتر فارلیوبابی فارلیاست که در سال ۲۰۰۱ منتشر شد.
- مدیر دوبلاژ: حامد عزیزی
- مهرداد رئیسی (اسمز جونز)
- مجید حبیبی (دریکس)
- سحر چوبدار (لیا)
- کرامت رودساز (سیاه زخم)
- حامد عزیزی (بیل مورای)
- مرجانه فشنگچی (شین)
- آرزو آفری (خانم بوید)
- علی باقرلی (رئیس پلیس)
- مهرداد مهماندوست (تام کلون)
- ندا آسمانی زاد (کتابدار حافظه)
- محمدرضا صولتی
- مهدی ثانی خانی
- کیوان صادقی یگانه
- وحید رونقی

1. 
2. 

- مشارکت‌کنندگان ویکی‌پدیا. «Osmosis Jones». در دانشنامهٔ ویکی‌پدیای انگلیسی، بازبینی‌شده در ۱۴ اکتبر ۲۰۱۷.

-  Osmosis Jones در بانک اطلاعات اینترنتی فیلم‌ها (IMDb)
- Osmosis Jones در بانک اطلاعات بیگ کارتون